# Judo en los Juegos Asiáticos de 2014
El torneo de judo en los Juegos Asiáticos de 2014 se realizó en Incheon (Corea del Sur), entre el 20 y el 22 de septiembre de 2014.
En total se disputaron en este deporte catorce pruebas diferentes, siete masculinas y siete femeninas.

## Resultados

### Masculino
| Evento  | Oro                               | Plata                             | Bronce                                                            |
| ------- | --------------------------------- | --------------------------------- | ----------------------------------------------------------------- |
| –60 kg  | Yeldos Smetov · Kazajistán        | Ganbatyn Boldbaatar Mongolia      | Toru Shishime Japón Kim Won-Jin Corea del Sur                     |
| –66 kg  | Davaadorjiin Tömörjüleg Mongolia  | Tomofumi Takajo Japón             | Azamat Mukánov · Kazajistán · Mirzohid Farmonov · Uzbekistán      |
| –73 kg  | Hiroyuki Akimoto Japón            | Ganbaataryn Odbayar Mongolia      | Bang Gui-Man Corea del Sur Hong Kuk-Hyon Corea del Norte          |
| –81 kg  | Kim Jae-Bum Corea del Sur         | Nacif Elias Líbano                | Keita Nagashima Japón Nyamsürenguiin Dagvasüren Mongolia          |
| –90 kg  | Yuya Yoshida Japón                | Dilshod Choriyev Uzbekistán       | Gwak Dong-Han Corea del Sur Ljagvasürenguiin Otgonbaatar Mongolia |
| –100 kg | Naidanguiin Tüvshinbayar Mongolia | Maksim Rákov · Kazajistán         | Cho Gu-Ham Corea del Sur Ramziddin Sayidov Uzbekistán             |
| +100 kg | Takeshi Ojitani Japón             | Ölziibayaryn Düürenbayar Mongolia | Kim Sung-Min Corea del Sur Abdullo Tangriyev Uzbekistán           |

### Femenino
| Evento | Oro                            | Plata                              | Bronce                                                          |
| ------ | ------------------------------ | ---------------------------------- | --------------------------------------------------------------- |
| –48 kg | Mönjbatyn Urantsetseg Mongolia | Emi Yamagishi Japón                | Jeong Bo-Kyeong Corea del Sur Kim Sol-Mi Corea del Norte        |
| –52 kg | Misato Nakamura Japón          | Gulbadam Babamuratova Turkmenistán | Lenariya Mingazova · Kazajistán · Jung Eun-Jung · Corea del Sur |
| –57 kg | Anzu Yamamoto Japón            | Kim Jan-Di Corea del Sur           | Dorzhsürenguiin Sumiyaa Mongolia Ri Hyo-Sun Corea del Norte     |
| –63 kg | Joung Da-Woon Corea del Sur    | Yang Junxia China                  | Kana Abe · Japón · Marian Urdabayeva · Kazajistán               |
| –70 kg | Kim Seong-Yeon Corea del Sur   | Chizuru Arai Japón                 | Chen Fei China Tsend-Ayuushiin Naranjargal Mongolia             |
| –78 kg | Jeong Gyeong-Mi Corea del Sur  | Sol Kyong Corea del Norte          | Mami Umeki Japón Zhang Zhehui China                             |
| +78 kg | Ma Sisi China                  | Nami Inamori Japón                 | Thonthan Satjadet Tailandia Kim Min-Jeong Corea del Sur         |

## Medallero
| Núm. | País            | Oro | Plata | Bronce | Total |
| ---- | --------------- | --- | ----- | ------ | ----- |
| 1    | Japón           | 5   | 4     | 4      | 13    |
| 2    | Corea del Sur   | 4   | 1     | 8      | 13    |
| 3    | Mongolia        | 3   | 3     | 4      | 10    |
| 4    | Kazajistán      | 1   | 1     | 3      | 5     |
| 5    | China           | 1   | 1     | 2      | 4     |
| 6    | Corea del Norte | 0   | 1     | 3      | 4     |
| 6    | Uzbekistán      | 0   | 1     | 3      | 4     |
| 8    | Líbano          | 0   | 1     | 0      | 1     |
| 8    | Turkmenistán    | 0   | 1     | 0      | 1     |
| 10   | Tailandia       | 0   | 0     | 1      | 1     |
|      | TOTAL           | 14  | 14    | 28     | 56    |